# أندريسا ألفيس
أندريسا ألفيس دا سيلفا (من مواليد 10 نوفمبر 1992)، هي لاعبة كرة قدم برازيلية محترفة تلعب كلاعبة خط وسط لنادي هيوستن داش في الدوري الوطني الأمريكي لكرة القدم للسيدات. لعبت سابقًا لنادي روما الإيطالي. ونادي برشلونة الإسباني. فازت بأول مباراة دولية لها مع منتخب البرازيل للسيدات في عام 2012 ومثلت بلادها في العديد من نهائيات كأس العالم.

## مهنة النادي
انتقلت أندريسا من سنترو أوليمبيكو إلى فيروفياريا في مايو 2013 وفي نوفمبر 2013، غادرت فيروفياريا للتوقيع مع نادي ساو خوسيه الفائز بكأس ليبرتادوريس 2013. وفي 28 يونيو 2023، أعلنت أندريسا والنادي الأمريكي هيوستن داش أنها وقعت عقدًا للعب مع الفريق حتى عام 2024، مع خيار تجديد لمدة عام إضافي.

## مهنة دولية
مثلت البرازيل في نسختي 2010 و2012 من كأس العالم للسيدات تحت 20 سنة، وظهرت في بطولة كوبا أمريكا 2014، سجلت هدفاً ضد الأرجنتين. وفي كأس العالم للسيدات 2015، سجلت الهدف الوحيد في مباراة مجموعة البرازيل ضد إسبانيا، مما ضمن لفريقها مكانه في الدور الثاني. في 27 يونيو 2023، اختيرت أندريسا ضمن تشكيلة البرازيل المشاركة في كأس العالم للسيدات 2023.

## الإنجازات
النادي
- الدوري الإيطالي
  - الفائز (1): 2022–23
- كأس السوبر الإيطالي
  - الفائز (1): 2022

فردي
- أفضل فريق للسيدات في الدوري الإيطالي لهذا العام: 2021–22،[13] 2022–23.[14]

## روابط خارجية
- أندريسا ألفيس – سجل منافسات الفيفا
- أندريسا ألفيس  على سكروي